# Eta Trianguli Australis
Eta Trianguli Australis (η Trianguli Australis, förkortat Eta TrA, η TrA) som är stjärnans Bayerbeteckning, är en ensam stjärna belägen i den sydöstra delen av stjärnbilden Södra triangeln. Den har en skenbar magnitud på 5,91 och är svagt synlig för blotta ögat där ljusföroreningar ej förekommer. Baserat på parallaxmätning inom Hipparcosuppdraget på ca 4,9 mas, beräknas den befinna sig på ett avstånd på ca 660 ljusår (ca 200 parsek) från solen. På det beräknade avståndet minskas stjärnans skenbara magnitud genom skymning med 0,28 enheter på grund av interstellärt stoft.

## Nomenklatur
Stjärnan ges ibland ett superscript: η1 Trianguli Australis, även om den är den enda som brukar benämnas med denna Bayerbeteckning. Lacaille kallade även en närliggande stjärna som Eta, som inkonsekvent följdes av Francis Baily, som använde namnet för den ljusare eller båda stjärnorna i två olika publikationer. Trots dess svaghet upprätthöll Gould sin Bayerbeteckning eftersom de var närmare än 25° från den södra himmelska polen. Den andra Eta betecknas nu som HD 150550.

## Egenskaper
Eta Trianguli Australis är en blå till vit stjärna i huvudserien av spektralklass B7 V. Den har massa som är ca 3,8 gånger större än solens massa, en radie som är ca 3,6 gånger större än solens och utsänder från dess fotosfär ca 320 gånger mera energi än solen vid en effektiv temperatur av ca 12 200 K. 
Även om Eta Trianguli Australis tidigare har klassificerats som en B7 IVe Be-underjättestjärna, fann Jaschek och Jaschek (1992) inget spår av emission i spektret. Grady et al. (1989) rapporterade endast "svag eller smal” dubbelpik av Hα-emission, men ingen emission vid Hβ".